# Soferim

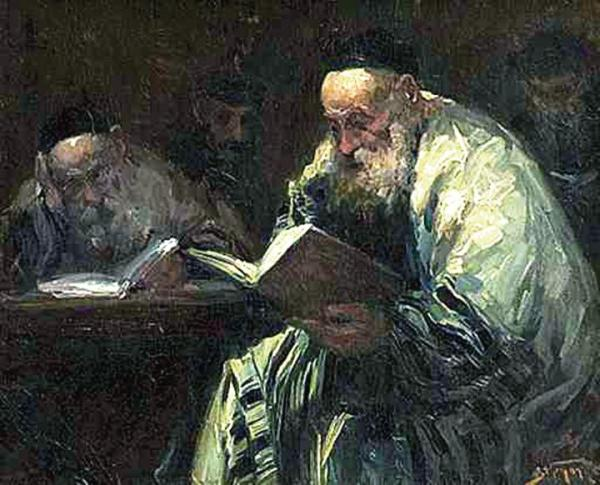
Adolf Behrmann: Talmudleser

Soferim סופרים [sofəˈrim], deutsch ‚Schriftgelehrte‘, zu סֹפֵר [soˈɸer], deutsch ‚Schriftgelehrter‘ steht i. d. R. abkürzend für die Masechet Soferim (מסכת סופרים [maˈsɛxɛt sofəˈrim], deutsch ‚Traktat der Schriftgelehrten‘; auch Hilkhot Soferim oder Baraita de-Soferim). Dabei handelt es sich um einen so genannten außerkanonischen Traktat des babylonischen Talmud, der gewöhnlich im Anhang des Talmud hinter der Ordnung Nesiqin abgedruckt wird.
Er behandelt die Vorschriften beim Schreiben einer Torarolle und bei der Bibellesung.
Das Traktat stammt ca. aus der zweiten Hälfte des 8. Jahrhunderts und ist in zwei Fassungen überliefert: in einer palästinischen (die übliche Fassung) bzw. einer babylonischen Fassung (letztere nicht vollständig erhalten).
In manchen Punkten widerspricht Soferim der talmudischen Halacha und hat sich darin durchgesetzt.